# Ponte delle Grazie Vecchie
Il ponte delle Grazie Vecchie è uno dei numerosi ponti di Monza e attraversa il corso del fiume Lambro alla sua uscita dal Parco. Prende il nome dall'omonima vicina Chiesa e convento francescano.	
Fu eretto nel 1683 dalle famiglie Durini e Casati a sostituzione del ponte del 1560 a sua volta costruito dai frati Minori Osservanti in sostituzione di un antico ponte in legno. Punto di collegamento fra le strade a monte e a valle del Lambro, consentiva il traffico di attraversamento, senza entrare in città.
Accanto al ponte era la fabbrica Frette, storica azienda tessile del 1882, costruita sulla chiusa preesistente.